# ساول هرنانديز
ساول هرنانديز (بالإسبانية: Saúl Hernández)‏ هو مغني مكسيكي، ولد في 15 يناير 1964.

## وصلات خارجية
- الموقع الرسمي
- ساول هرنانديز على موقع IMDb (الإنجليزية)
- ساول هرنانديز على موقع ميوزك برينز (الإنجليزية)
- ساول هرنانديز على موقع ديسكوغز (الإنجليزية)